# Opatowice (zniesiona kolonia)
Opatowice – dawna kolonia w Polsce, w województwie kujawsko-pomorskim, w powiecie radziejowskim, w gminie Radziejów.
Nazwa zniesiona 1.01.2021 r.
W latach 1975–1998 miejscowość położona była w województwie włocławskim.